# 1954 год в театре
1954 год в театре

## События

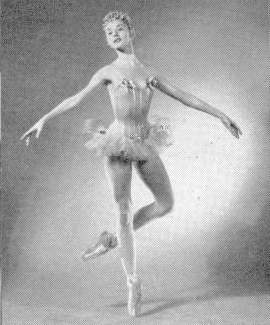
Танакиль Леклер в партии Капельки росы, «Щелкунчик» Джорджа Баланчина

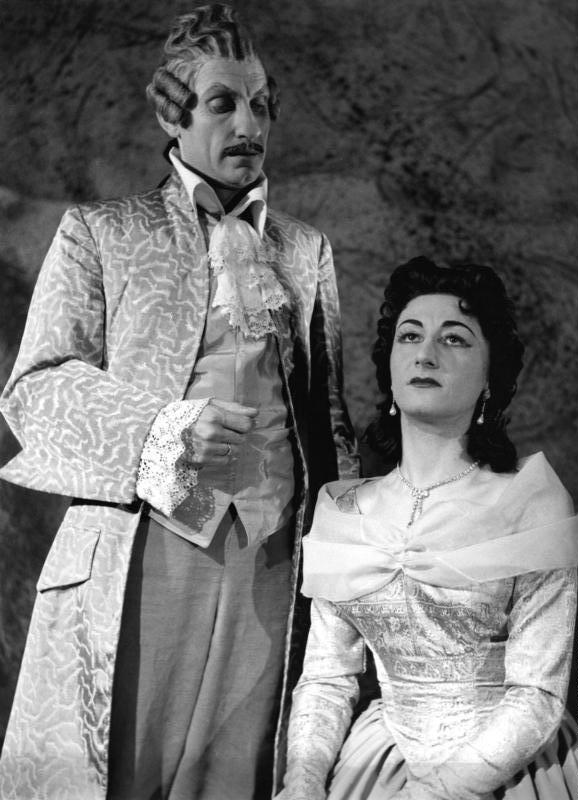
Сцена из оперы Джузеппе Верди «Сила судьбы» Городской театр Бонна

- В Берлине окончена реконструкция театра «Фольксбюне» (архитектор Макс Рихтер), пострадавшего во время войны.

### Постановки
- 2 февраля — в Нью-Йорке, на сцене Городского центра музыки и драмы[англ.] состоялась премьера балета П. И. Чайковского «Щелкунчик» в постановке Джорджа Баланчина.
- 24 февраля — в Париже, в Театре искусств[фр.] состоялась французская премьера пьесы «Жижи[фр.]» по одноимённому роману[фр.] Колетт (адаптация для театра Аниты Лус и Колетт, режиссёр Жан Мейер[фр.]).
- 10 апреля — в Париже, в театре «Вавилон[фр.]» состоялась премьера пьесы Эжена Ионеско «Амедей, или Как от него избавиться[англ.]» (режиссёр Жан-Мари Серро[фр.]).
- 14 сентября — в Венеции, в театре «Ла Фениче» состоялась премьера оперы Бенджамина Бриттена «Поворот винта[англ.]» (Питер Квинт — Питер Пирс, Гувернантка — Дженнифер Вивиан[англ.], Майлс — Дэвид Хеммингс).

## Деятели театра

### Родились
- 22 января, Приморский край — российский актёр театра и кино продюсер, теле- и радиоведущий Леонид Ярмольник.
- 9 февраля, Воронеж — российский актёр театра и кино Владимир Шульга.
- 11 февраля, Москва — российский актёр театра и кино,  главный режиссёр театра «Сфера» Александр Коршунов.
- 1 апреля, Львов — украинский актёр театра и кино, артист киевского «Молодого театра» Валерий Легин.
- 1 сентября — российская актриса театра и кино Ольга Блок-Миримская.
- 4 сентября, Ленинград — российский актёр театра и кино, телеведущий Виктор Бычков.

### Скончались
- 8 мая, Москва — советский актёр театра и кино, драматург Сергей Антимонов.
- 16 августа — Чиа Форнароли, итальянская артистка балета, балетмейстер, хореограф и балетный педагог.